# Saturnus AB
För andra betydelser, se Saturnus (olika betydelser).

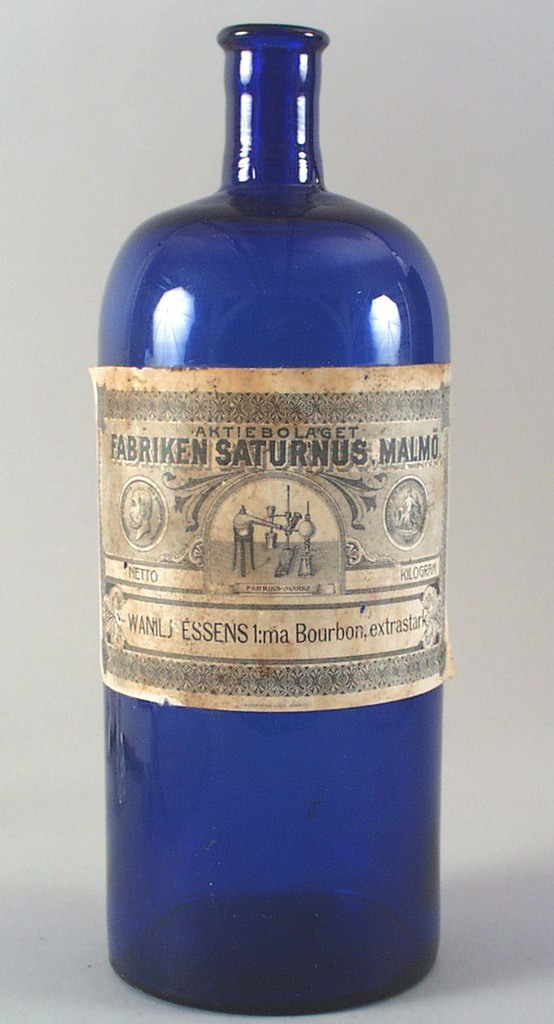
Flaska för vaniljessens. Början av 1900-talet.

Saturnus AB är ett svenskt familjeföretag i Malmö som specialiserat sig på drycker och essenser.

## Företaget
Apotekaren Fredrik (Fritz) Gustaf Borg och laboranten Anders Nilsson startade 1893 tillverkning av glögg, likör, spritdrycker och essenser på Borgs apotek Fläkta Örn på Stortorget i Malmö. Nilsson hade erfarenhet av arbete på en essensfabrik i Tyskland och någon sådan tillverkning fanns vid den tiden inte i Sverige. Företagets namn ”Saturnus” hämtade man från saturnalierna, en årlig fest i antikens Rom till guden Saturnus ära då det dracks kryddat vin i stora mängder.
1905 skedde en ombildning till aktiebolag och några år senare flyttade bolaget till andra lokaler på Grynbodgatan 14. Verksamheten sysselsatte då sex personer. Nilsson avled 1918 och Borg 1920 varvid affärsmannen Arvid Liepe köpte bolaget, som sedan dess varit i familjen Liepes ägo. 1937 flyttade man in i nybyggda lokaler på Lantmannagatan och sedan 2000 finns företaget på Bronsyxegatan i östra Malmö. 2022 var omsättningen drygt 200 miljoner kr. Egen tillverkning svarade 2017 för en tredjedel av omsättningen, legotillverkning för en tredjedel och import och distribution av utländska produkter utgjorde en tredjedel. 2023 är 35 personer anställda.

## Produkter
En ny lag 1895 begränsade rätten att framställa alkohol. Under många år kom därför Saturnus främst att förknippas med essenser för tillverkning av likör och extrakt för glögg och punsch. Andra produkter har genom åren varit vinjäst, karamellfärger och smaksättare för läskedrycker och julmust. 1953 lanserade man Cuba Cola, som därmed blev Sveriges första coladryck. Man har tillverkat essenser för Trocadero, Grape tonic, Sockerdricka, Julmust och andra läskedrycker.
När Vin- & Spritcentralens ensamrätt på alkoholtillverkning i Sverige upphörde 1995, blev Saturnus det första företaget som fick tillstånd att tillverka alkoholhaltiga drycker. Nu, på 2000-talet, framställer Saturnus olika spritdrycker och essenser för smaksättning. Man har blivit Sveriges största producent av glögg. Man har tillverkat likörerna Xanté och Peter Heering, samt importerat och salufört drycker, bl.a det franska mineralvattnet Evian.
Saturnus har också gett ut böcker: Saturnus vinbok (1. uppl. 1950, 26. uppl. 1991), böcker om likörer och cocktails samt företagshistoriker 1943 och 1993.